# Gossypioides brevilanatum
Gossypioides brevilanatum là một loài thực vật có hoa trong họ Cẩm quỳ. Loài này được (Hochr.) J.B.Hutch. mô tả khoa học đầu tiên năm 1947.